# Hans von Normann
Hans Joachim Philipp Hartwig von Normann (ur. 8 stycznia 1880 w Greifenbergu, zm. 14 października 1918) — niemiecki prawnik, urzędnik i starosta (Landrat) powiatu Regenwalde.

## Kariera
- Hans von Normann studiował prawo na Uniwersytecie im. Georga-Augusta w Getyndze
- W styczniu 1899 został członkiem korpusu studentów Corps Saxonia Göttingen
- Był wyróżniającym się studentem i był w zarządzie korpusu (consenior)[1]
- Zdał egzamin prawniczy
- Odbył aplikację prawniczą
- W 1906 zdał egzamin na asesora
- Był asesorem w urzędzie we Wrocławiu
- W 1909 został przeniesiony do komendy policji we Wrocławiu
- W 1910 został mianowany starostą powiatu Regenwalde i był nim do śmierci[2]
- W czasie I wojny światowej działał czasowo w administracji cywilnej wschodnich terenów okupowanych przez Rzeszę Niemiecką
- W wieku 38 lat zachorował na hiszpańską grypę i zmarł.